# ألان ريس
ألان ريس (بالدنماركية: Allan Reese)‏ هو لاعب كرة قدم دنماركي في مركز الهجوم، ولد في 26 يوليو 1967 في هادرسلف ‏ في الدنمارك. لعب مع نادي سيلكيبورج.